# Увелье
Уве́лье — село в Красногорском районе Брянской области. Входит в Яловское сельское поселение.
Относится к зоне отселения вследствие аварии на Чернобыльской АЭС.

## География
Село расположено на реке Вихолка в 4,5 км от границы с Республикой Беларусь. Находится в 24 км к югу от посёлка Красная Гора, в 39 км к западу от города Клинцы, в 190 км от Брянска и в 60 км к северо-востоку от Гомеля.
В 1,5 км к востоку от села находится озеро Кожановское.
Через село проходит автодорога Новозыбков — Красная Гора.

Климат умеренно континентальный.
| 2010 | 2013 |
| ---- | ---- |
| 331  | ↘291 |

## История
Впервые село упоминается в XVIII веке как владение Киево-Печерской лавры. В 1882 году был построен деревянный храм Архангела Михаила который, с 1930-х использовался как клуб, а затем был разрушен. Максимальное количество жителей — 2179 человек в 1897 году.
В 1867 года в селе Увелье была построена деревянная церковь с колокольней. В 1894 году при церкви было построено отдельное здание для церковно-приходской школы. В 1934 году было построено новое типовое здание для семилетней школы, имеющее шесть классных комнат, учительскую сторожку и гардеробную. 27 сентября 1943 года школа была сожжена. В 1957 году началось строительство новой школы. С 1963 года и по настоящее время это здание функционирует.
Упоминается с начала XVIII века как владение Киево-Печерской лавры, в составе Бобовицкой волости (на территории Новоместской сотни Стародубского полка); казачьего населения не имело. В 1882 году был построен деревянный храм Архангела Михаила (с 1930-х годах использовался как клуб; не сохранился). В 1897 году село с 273 дворами и 2169 жителями. В конце XIX века была открыта школа грамоты. С 1782 по 1921 в Суражском уезде (с 1861 в составе Верещакской волости); в 1921-1929 в Клинцовском уезде (Верещакская, с 1923 Ущерпская волости), с 1929 в Красногорском районе. С 1919 по 2005 - центр Увельского сельсовета. СХПК "Увелье" и "Труд".

## Население
291 человек (2013).

## Экономика

### Организации
- СПК «Увельский»[4]
- СПК «ТРУД»[5]
- ООО «Газовые сети»[6]
- СПК «Увелье»[7]

В настоящий момент СПК «Увелье», СПК «Увельский», СПК «Труд», ООО "Газовые сети " не действуют.

### Расписание автобусов
Красная Гора — Увелье: 7.10, 14.20 пн-чт, 17.15 (пт, вых) Расстояние: 24,7 км Время в пути: 27 мин.
Новозыбков — Увелье: 6:35, 13:45 пн-чт, 16:40 (пт, сб, вс) Расстояние: 44 км Время: 43 мин.

## Образование
В селе имеются основная общеобразовательная школа и библиотека.

## Достопримечательности
- Памятник погибшим в Великой Отечественной войне расположен в центре села в непосредственной близости от дороги.
- Церковь Архангела Михаила (в настоящий момент здание разрушено)
- Необъятные лесные просторы: хвоя, березовые рощи и цветочные поля.

## Известные уроженцы и жители
- Брит Анастасия Ефремовна –Заслуженный учитель РСФСР, Отличник народного просвещения, учитель русского языка и литературы,
- Брит Василий Иванович – заслуженный врач РФ, кандидат медицинских наук.
- Крупеня Петр Николаевич (род. 20 января 1957 года в селе Увелье Красногорского района Брянской области) –руководитель следственного управления Следственного комитета Российской Федерации по Псковской области.
- Ткаченко Петр Григорьевич – заслуженный учитель РФ, Отличник народного просвещения.
- Шаболтай, Пётр Михайлович (род. 11 августа 1951, село Увелье, Брянская область) — российский режиссёр, музыкант и педагог, генеральный директор и художественный руководитель Государственного Кремлёвского дворца. Народный артист РФ (2002). Президент Международного Союза деятелей эстрадного искусства.